# مصطفی شعبان
مصطفی شعبان (عربی: مصطفى شعبان؛ زادهٔ ۱۹ مهٔ ۱۹۷۰) هنرپیشه سینما و تلویزیون اهل مصر است.